# Агассис (озеро)

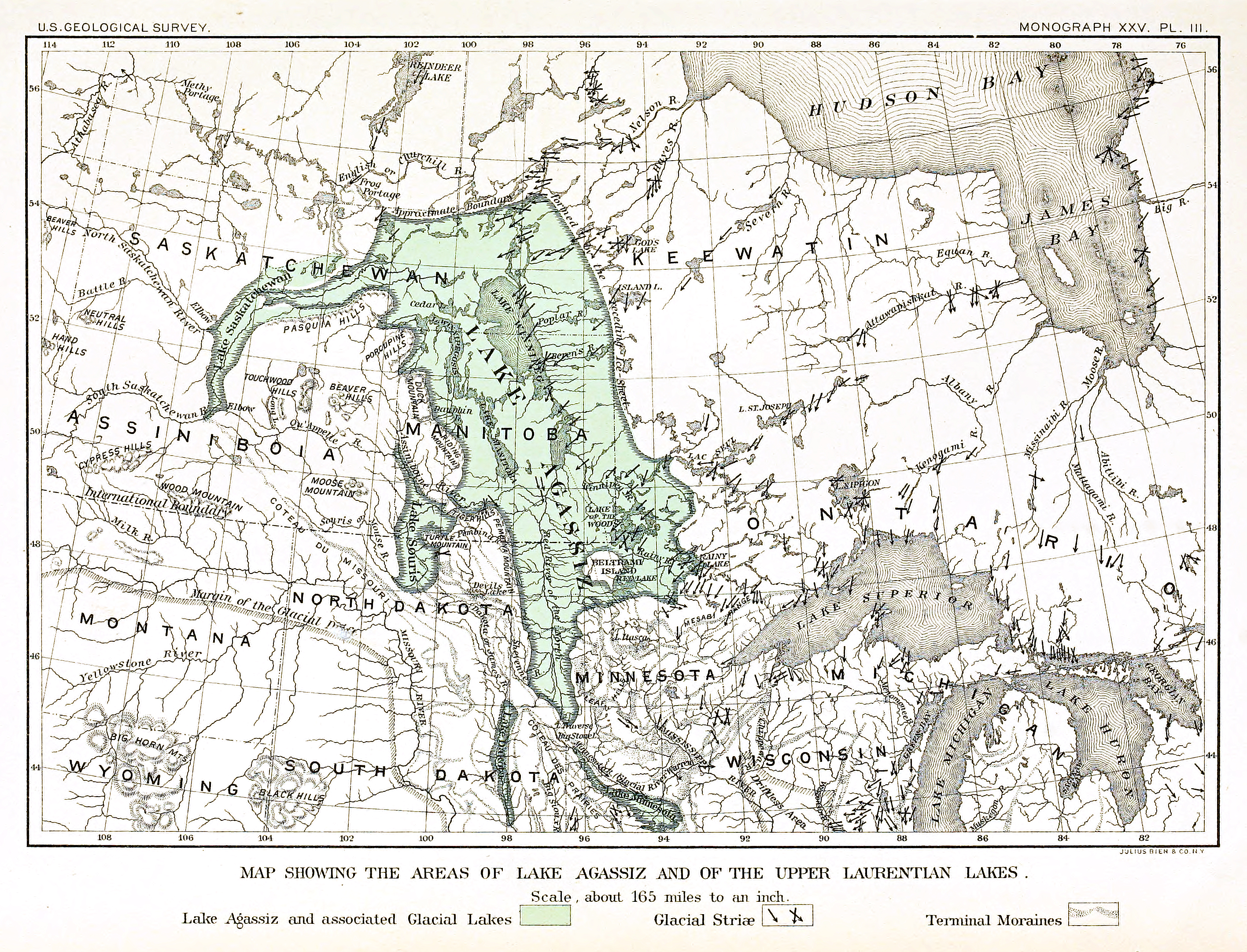
Место нахождения бывшего озера

Древнее озеро Агасси́с (англ. Lake Agassiz) — крупный водный объект в палеогеографии и четвертичной геологии, бывшее пресноводное приледниковое озеро, существовавшее около 10—12 тысяч лет назад на краю отступающего ледникового щита в Северной Америке.
Озеро занимало территорию современных провинций Манитоба, Онтарио и Саскачеван в Канаде; штатов Миннесота и Северная Дакота в США.

## Название
В 1879 году бывшее озеро было названо в честь швейцарского и американского учёного Жана Луи Агассиса (1807—1873).

## Описание

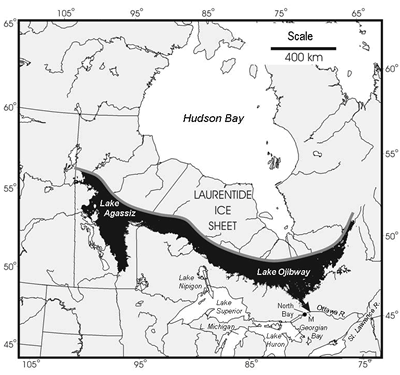
Ледниковые озёра Агассис и Оджибве

Древнее пресноводное приледниковое озеро, существовавшее около 10—12 тысяч лет назад у края отступавшего ледникового щита в Северной Америке.
Озеро Агассис возникло в результате активного таяния ледников в конце последнего ледникового периода. Размерами превосходило площадь всех современных Великих озёр. Существовало до тысячи лет, пока не было спущено рекой Нельсон, проложившей сток в Гудзонов залив.
Размеры озера были: с севера на юг — 1100 км, с запада на восток — 400 км. Глубина была более 200 м. Из озера был сток в реку Миссисипи по долинам рек Уоррен и Миннесота.

## Современное состояние
На месте древнего озера Агассис осталось несколько озёр, среди которых наиболее известны озёра Виннипег, Манитоба, Виннипегосис, Нипигон, Лесное.
Дно озера теперь образует обширная полоса плоских равнин, сложенных ленточными глинами, с плодородными серыми лесными глеевыми почвами, на которых развито земледелие.